# Neubrunnen (Mayence)
 (mars 2019).
Si vous disposez d'ouvrages ou d'articles de référence ou si vous connaissez des sites web de qualité traitant du thème abordé ici, merci de compléter l'article en donnant les références utiles à sa vérifiabilité et en les liant à la section « Notes et références ».
La Neuer Brunnen ou Fontaine neuve, appelée aussi Fontaine des blanchisseuses, est une fontaine municipale de la ville de Mayence.
Elle est située sur la Neubrunnplatz (Place de la fontaine neuve), que longe le boulevard appelée Grosse Bleiche, un axe important sud-ouest — nord-est de Mayence.

## Histoire
La Neubrunnen est un monument de la fin du baroque. Elle a été construite entre 1724-1726 par Johann Weydt (architecte de la ville et de la cour du prince-électeur Lothar Franz von Schönborn). L'obélisque au milieu de la fontaine est la caractéristique la plus frappante avec environ 12 mètres de haut, cet obélisque est couvert de bas-reliefs avec divers sujets. À sa base, il y a quatre sculptures : deux statues personnalisant les rivières et deux lions. Le bassin ovale et l'obélisque sont en grès rouge. Les statues des rivières (Rhin et Main) ont été réalisés en 1726 par Franz Matthias Hiernle (de), et ont été remplacés en 1877 par des copies ; les originaux sont exposés au Musée du Land. Joseph Scholl est le sculpteur des lions en forme de sphinx, en pierre de Savonnières.
Les derniers travaux de rénovation de la fontaine ont été achevés à l'automne 2002.

## Quelques images

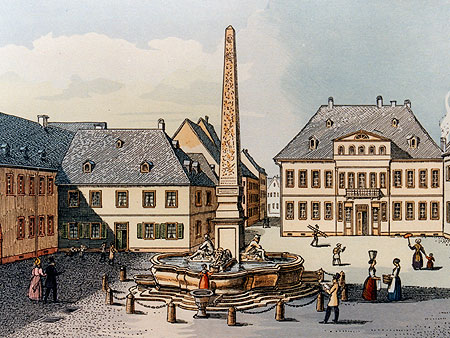
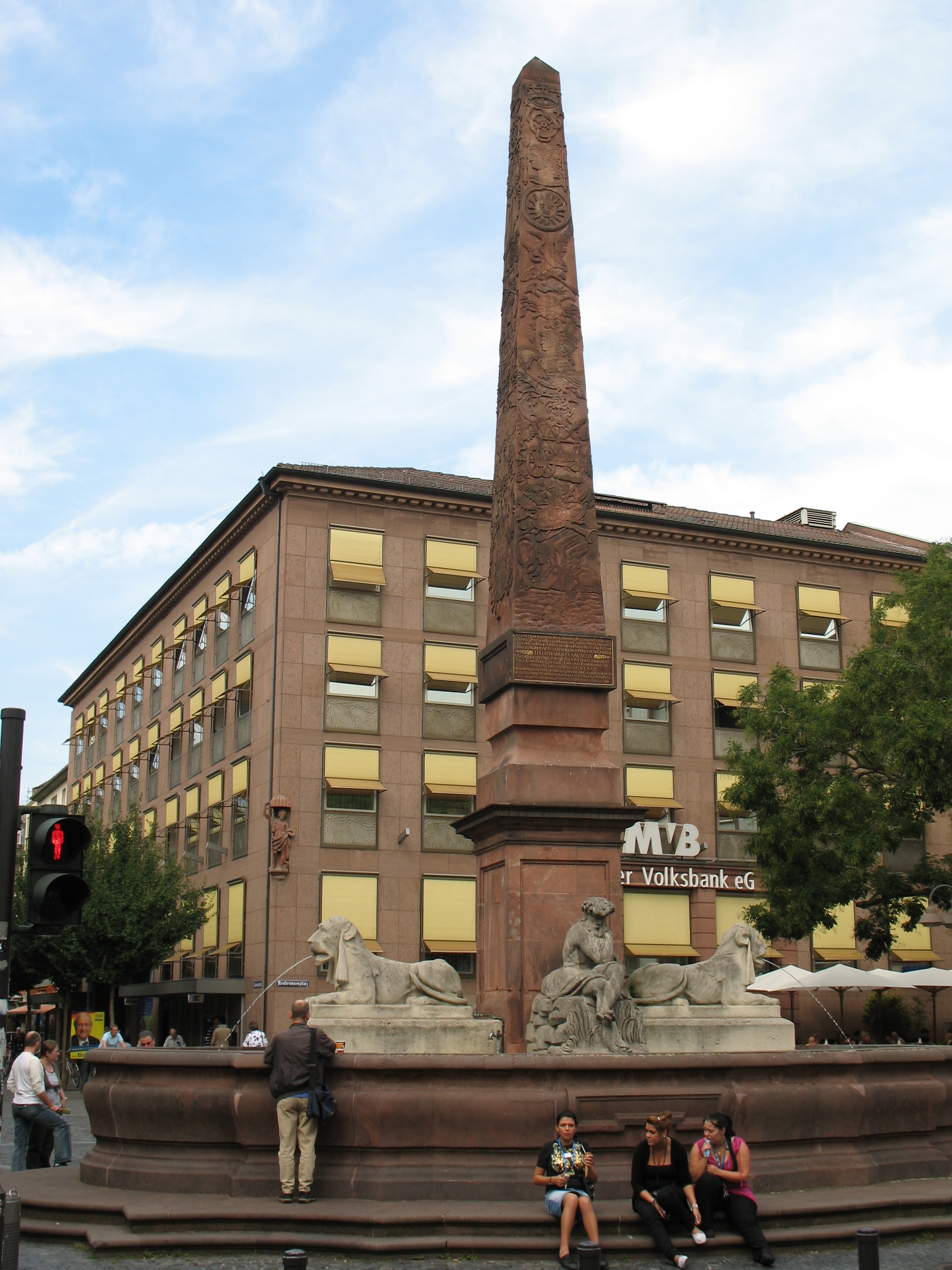